# 코즈믹 크리스프

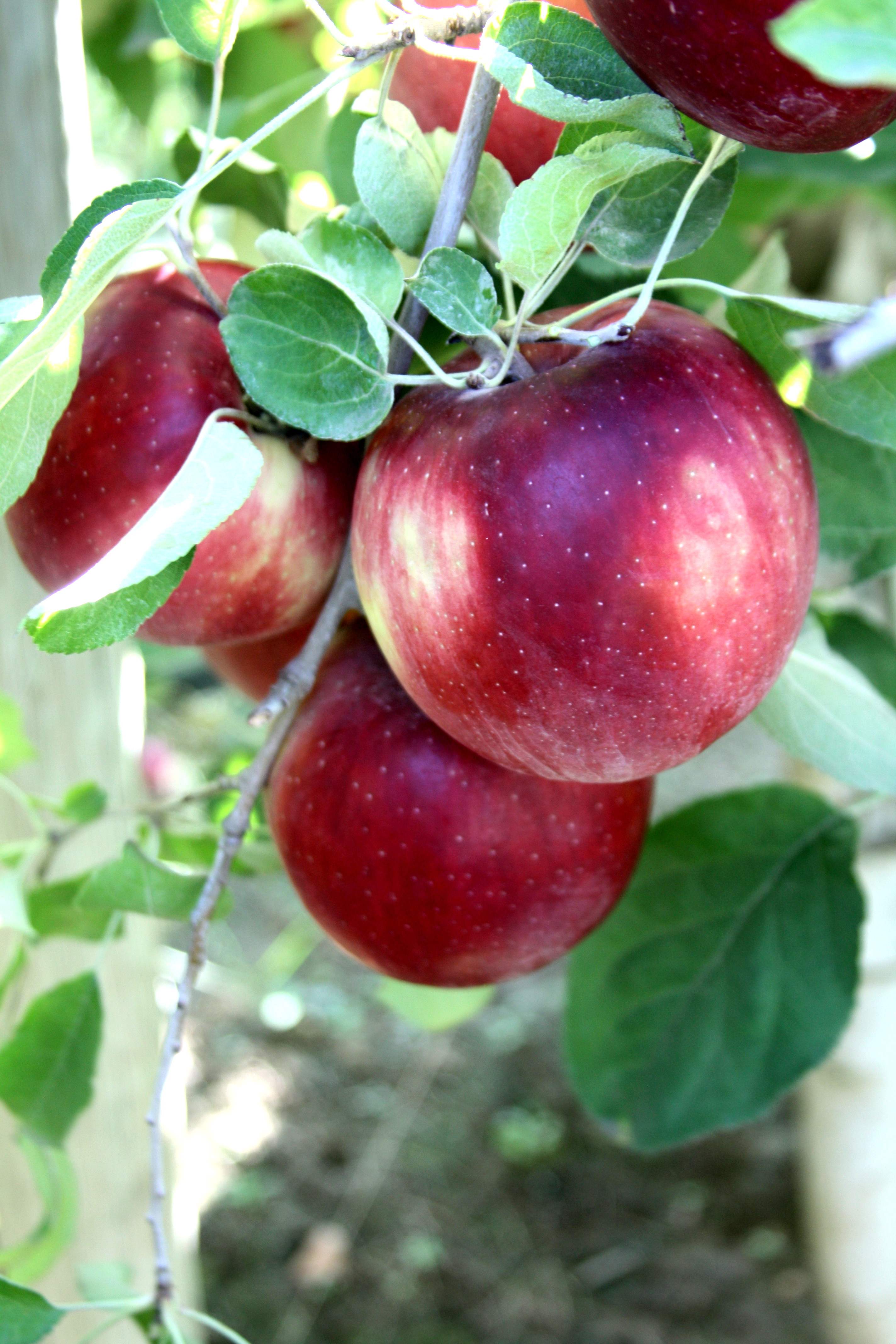
코즈믹 크리스프

코즈믹 크리스프(Cosmic Crisp)는 재배품종 명칭이 WA 38인 사과이다. 육종은 1997년 워싱턴 주립 대학교(WSU) 웨나치 캠퍼스의 과수 연구 및 연장 센터에서 시작되었으며, 처음에는 브루스 배릿이 감독했다. 배릿이 WSU에서 은퇴한 후 케이트 에반스가 연구를 완료했다.

## 특징
코즈믹 크리스프는 하니크리스프와 엔터프라이즈 사과의 교배종이다. 하니크리스프의 식감과 수분 함량, 그리고 엔터프라이즈의 늦게 익는 특성과 긴 유통기한을 가지도록 의도되었다. 코즈믹 크리스프는 주로 균일하게 짙은 붉은색 껍질, 단단하고 치밀한 과육, 향상된 유통기한이 특징이다. 저온 저장고에서 10개월 이상 보관할 수 있으며, 잘랐을 때 쉽게 갈변되지 않는다. 와인빛 붉은 껍질에 껍질눈이 밝게 빛나는 모습이 포커스 그룹에게 밤하늘의 은하를 연상시켜 코즈믹 크리스프(Cosmic Crisp)라는 이름이 붙여졌다. 하니크리스프에 비해 코즈믹 크리스프는 재배하기가 비교적 쉬워 농부들 사이에서 인기가 많다. 워싱턴주에서 광범위하게 재배되는 첫 번째 사과 품종으로, WSU와의 계약에 따라 2027년 3월까지 독점적으로 재배된다.
이 사과는 레드 딜리셔스와 같은 시기에 익으며, 생산자들은 후자가 시장 수요를 계속 잃고 있기 때문에 레드 딜리셔스 재고의 많은 부분을 대체할 것으로 예상한다. 코즈믹 크리스프 사과는 20년의 개발 끝에 2019년에 소비자에게 출시되었다.
뉴욕 타임스는 이 사과를 "드라마틱하게 어둡고 풍부한 풍미를 지녔으며 폭발적으로 아삭하고 즙이 많아", "미래의 가장 유망하고 중요한 사과"라고 묘사했다. FoodRepublic.com은 "하니크리스프보다 단단하지만 너무 단단하지는 않다. 또한 설탕과 산도가 높아 레드 딜리셔스, 갈라, 부사 품종보다 훨씬 우수하다"고 평가했다. 노스웨스트 퍼블릭 라디오는 워싱턴주가 미국 사과의 70%를 생산하며, 이 품종이 시장을 "정복"할 것이라고 기대하고 있다고 언급했다.

## 첫 식재
이 품종은 2017년 봄에 상업적 사용을 위해 처음으로 식재되었으며, 워싱턴주 과수원들은 천2백만 그루의 묘목을 사전 주문했다. 이 품종에 대한 관심이 너무 높아, 처음에는 2014년에 열린 추첨을 통해 사과 농부들에게 묘목을 배포해야 했다. WSU는 30만 그루의 묘목을 제공할 계획이었지만, 400만 그루의 요청을 받았다. 3년 안에 천3백만 그루 이상의 코즈믹 크리스프 나무가 식재되었다. WSU와 시애틀의 스핀오프 회사 사이에 소송이 발생했는데, WSU는 이 회사가 10만 그루 이상의 나무를 부적절하게 배포했다고 주장했다. WSU는 코즈믹 크리스프 특허를 소유하고 있다.

## 마케팅 및 인기

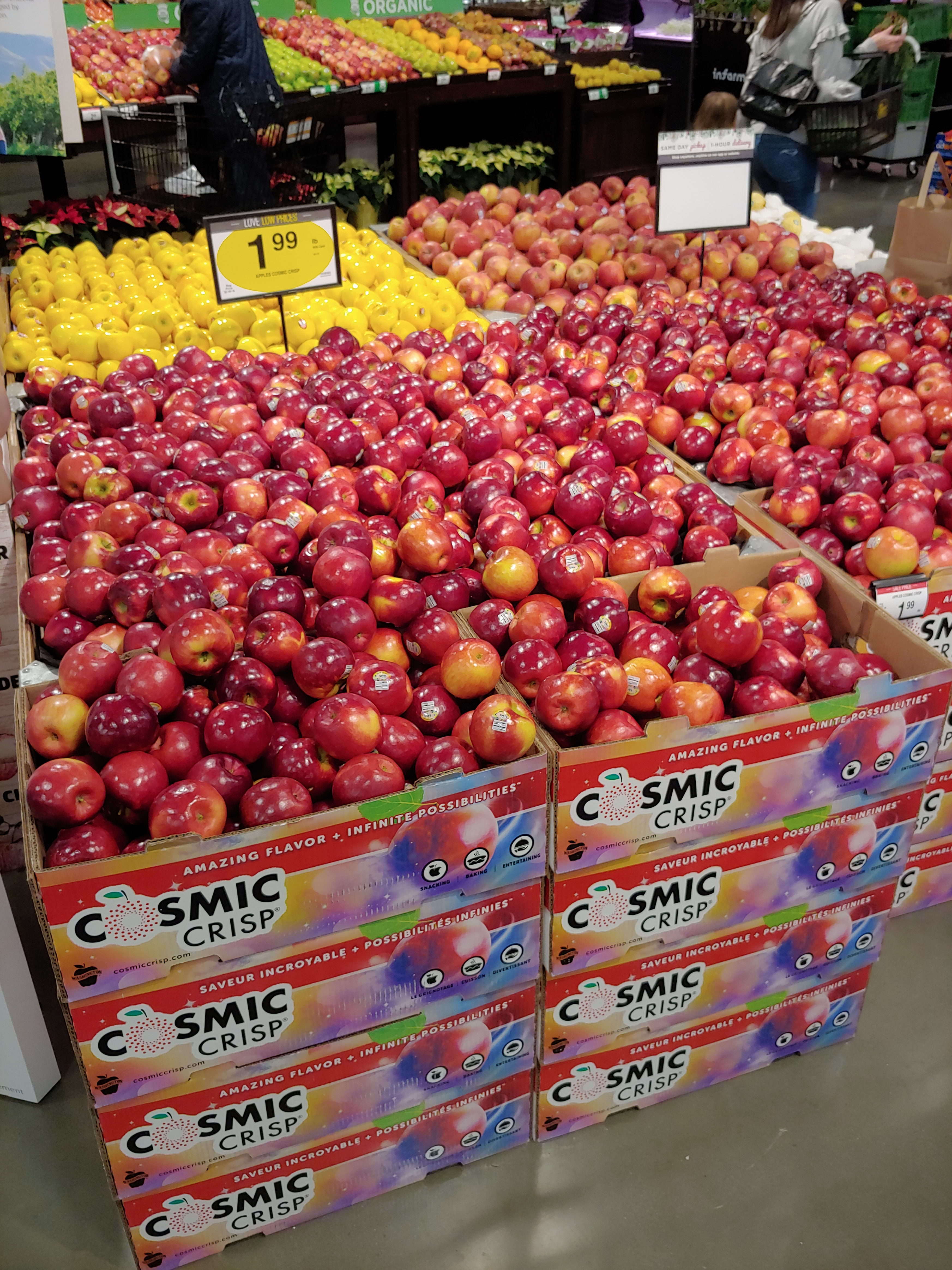
2019년 12월 1일 시애틀 지역에 출시된 직후 판매되는 코즈믹 크리스프 사과

워싱턴 애플 위원회와 기타 기관을 통해 워싱턴주에서 1천만 달러 상당의 캠페인이 자금을 지원받아 새로운 사과 품종을 홍보했으며, "가능성을 상상하라"와 "큰 꿈의 사과"라는 태그라인을 사용했다. 사과 산업 역사상 가장 큰 마케팅 캠페인으로 알려진 이 캠페인에는 소셜 미디어 인플루언서에 대한 지급과 순회 어린이 공연인 조니 애플시드와의 파트너십이 포함되었다. "코즈믹 크리스프"라는 용어는 상표 등록되어 있다.
이 사과는 2019년 말에 처음으로 판매되기 시작했으며, 2019년 12월 1일 시애틀 유니버시티 빌리지의 QFC 매장에서 시작되었다. 그 후 수요가 크게 증가했다. 2020년대에 이르러 코즈믹 크리스프는 미국에서 가장 많이 재배되고 판매되는 사과 품종 중 하나가 되었다. 미국 사과 협회에 따르면, 2020년대 중반 현재 미국 시장에서 코즈믹 크리스프는 계속해서 성장세를 보이고 있다. 2025년까지 충분한 코즈믹 크리스프 나무가 식재되어 연중 이 품종을 구할 수 있게 되었다.
미국 외 지역에서는 캐나다, 대만, 멕시코, 베트남에서 코즈믹 크리스프의 판매량이 높았으며, 이 국가들은 2021-22 작물 시즌 동안 이 품종 전체 수출량의 96%를 차지했다. 멕시코에서는 레드 딜리셔스의 변함없는 인기와 갈라의 시장 점유율 확대에도 불구하고 코즈믹 크리스프가 꾸준한 판매 성장을 보였다. 코즈믹 크리스프 사과는 스페인, 이탈리아, 독일에서도 판매되며, 젊은 도시 거주자들을 대상으로 한 마케팅 캠페인이 진행되고 있다.

## 같이 보기
- 크림슨 딜라이트, 워싱턴 주립 대학교의 첫 사과 품종, WA 2로도 알려져 있다.
- 스위탱고, 하니크리스프와 제스타 사과의 교배종
- 에버크리스프, 하니크리스프와 부사의 잡종
- 슈거비, 하니크리스프의 또 다른 후손

## 더 읽어보기
- "I developed a sturdier, crisper, and yummier apple" by Bruce Barritt, as told to Amal Ahmed, 파퓰러 사이언스, May 18, 2018.